# NHK宇都宫放送局
NHK宇都宫放送局（日语：NHK宇都宮放送局），又译NHK宇都宮广播电视台，是日本放送協會位於栃木县宇都宮市、負責主管栃木县事務的地方广播电视台（放送局）。

## 频道频率一览

### 电视频道
- NHK宇都宫综合频道（呼号JOBP-DTV）

另外，NHK宇都宫廣播電視台还负责转播NHK东京教育频道（JOAB-DTV）。

### 广播频率
NHK宇都宫廣播電視台在栃木县境内提供一套NHK调频广播节目（呼号JOBP-FM）。

## 外部連結
- NHK宇都宮放送局 （页面存档备份，存于）
- NHK宇都宫放送局的X（前Twitter）